# Kristen Pazik
Kristen Pazik Shevchenko é uma modelo norte-americana, bastante conhecida internacionalmente. Ela é esposa do ex-jogador de futebol ucraniano Andriy Shevchenko.
Casou-se com Shevchenko em julho de 2004. O casal tem dois filhos, Jordan e Cristã. Ao contrário do marido, que possui religião ortodoxa ucraniana, Kristen é católica.
Kristen é a filha do ex-jogador de beisebol profissional, Mike Pazik.